# Basílica de Nuestra Señora del Socorro (Aspe)
La basílica de Nuestra Señora del Socorro se sitúa en la localidad española de Aspe en la provincia de Alicante. Un edificio de estilo barroco valenciano que comenzó su construcción en 1602, considerado como una de las joyas de la diócesis de Orihuela". Es sin duda el edificio más representativo de la localidad y uno de los de mayor valor artístico de toda la provincia.

## Historia

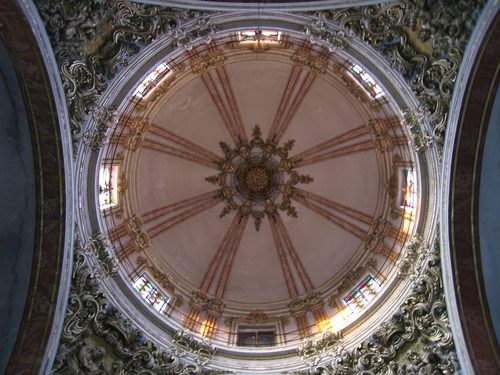
Cúpula

Este templo esta declarado Bien de Relevancia Local y en trámite para ser declarado Bien de Interés Cultural. Se debe incoar expediente para la declaración de Bien de Interés Cultural Mueble de dos de sus campanas (Cristo y Teresa), aunque esto todavía no ha sucedido.

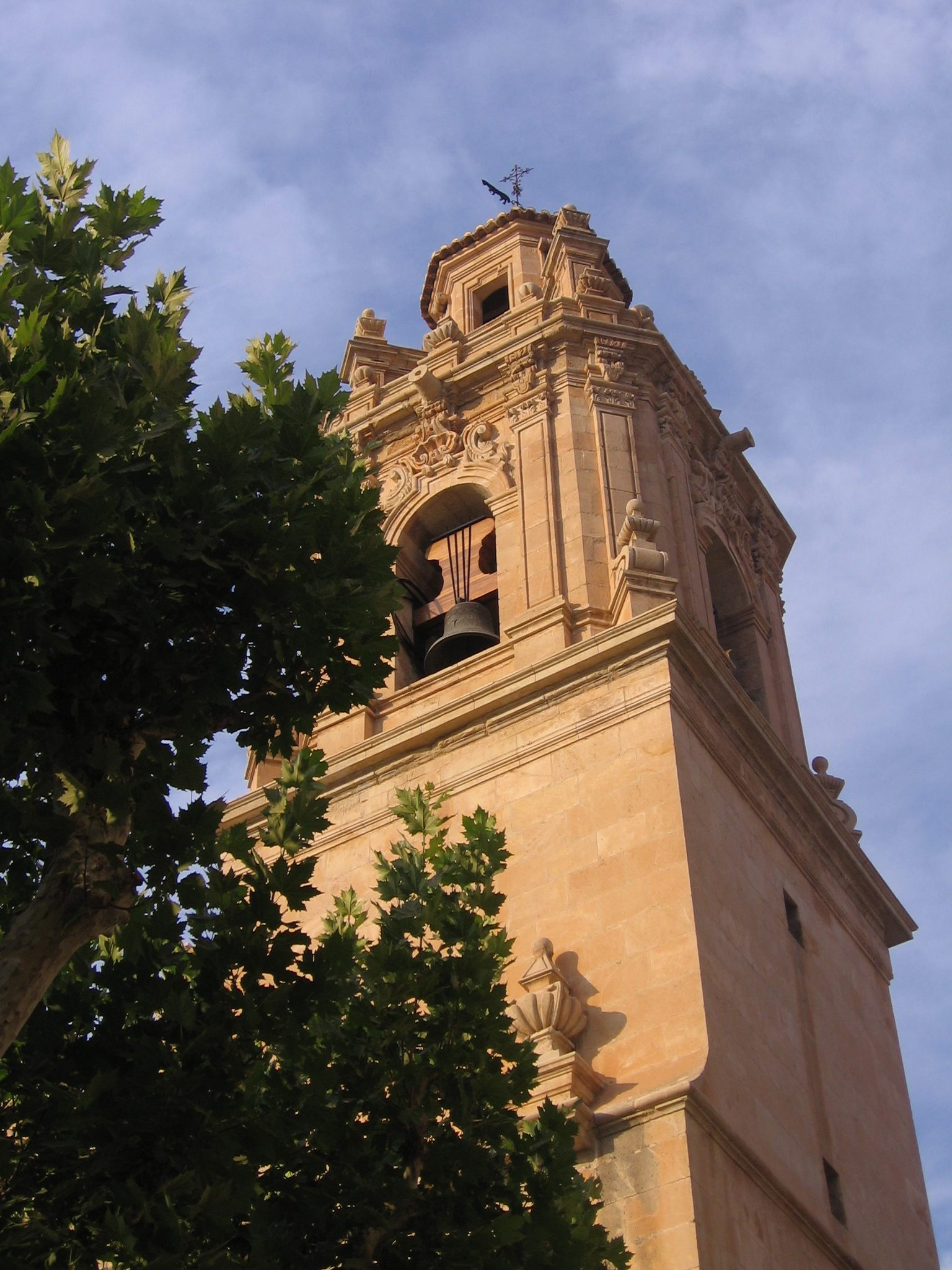
Campanario

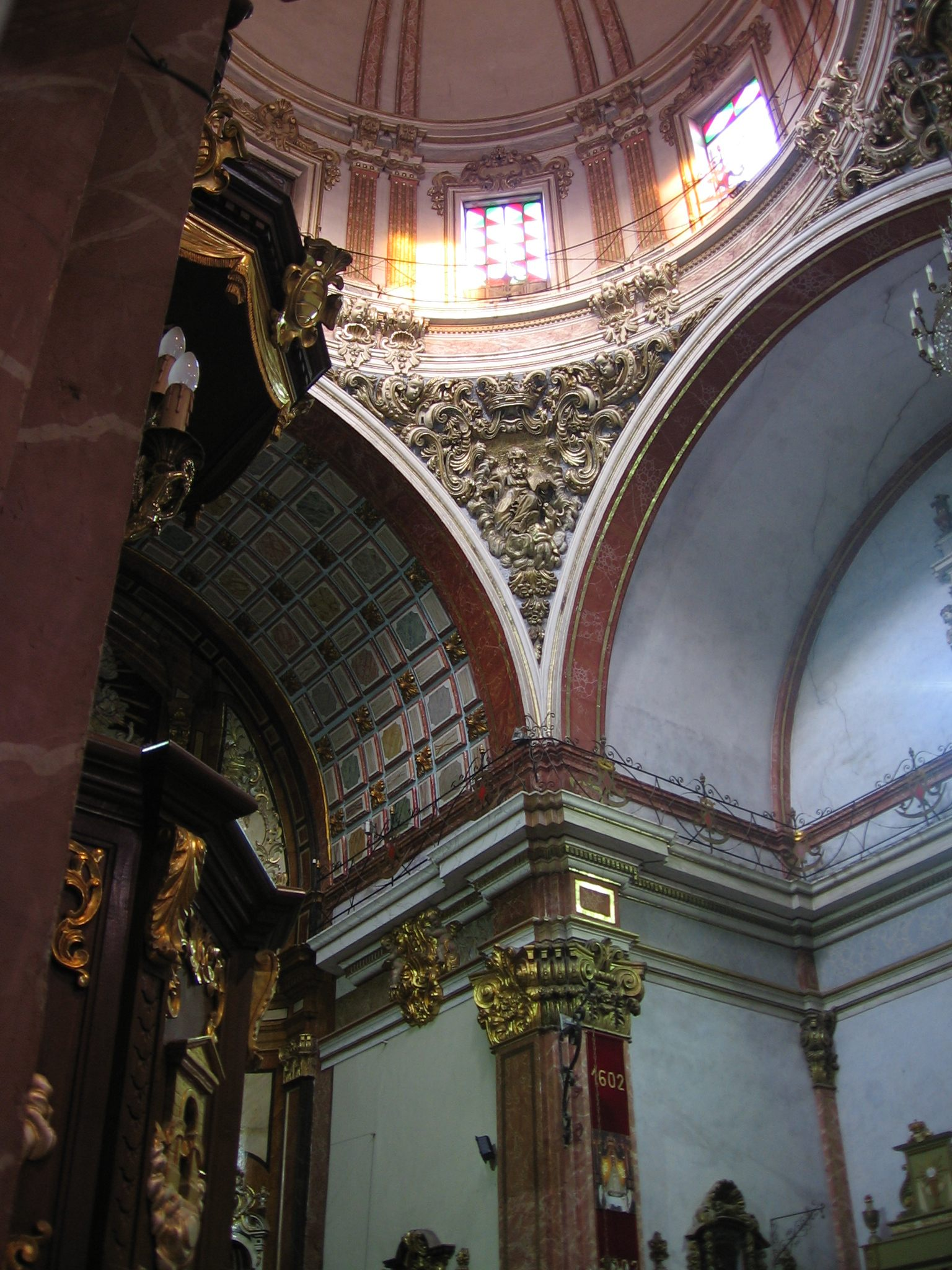
Interior

Está dedicado desde 1602 a Santa María, edificada sobre la antigua Mezquita, y en 1611 aparece en la Carta Puebla por vez primera con la titularidad de Nuestra Señora del Socorro. Su origen se sitúa en la actual Capilla de la Comunión, que recortada en sus dimensiones, se remodela entre 1722 y 1728 realizando las funciones de parroquia mientras se construye el actual templo que vemos hoy, y el cual incluye a la iglesia intermedia que se yuxtapone a la Capilla (h. 1650-1727 en que se derriba esta). Sabemos de esta parroquia Intermedia por dos documentos del clero de 1722 y 1725 al decirnos, cono motivo de las obras de la Capilla, que está agregada, adosada o al arrimo a la iglesia parroquial. Por tanto otra Iglesia que, muy claramente, no puede ser confundida con la primitiva de 1602 (AMN. Protocolos de Joseph Mazón). De las medidas de su nave central nos habla con claridad el retablo del siglo XVII. Único para un altar mayor que se conserva en la Diócesis Orihuela-Alicante y que fue trasladado a la actual Capilla de la Comunión o Sagrario, como se demuestra por la propia obra al ser recortados sus cornisamentos para darle cabida, cuando se construyó el actual durante la segunda mitad del XVIII. De estilo barroco, presenta planta de cruz latina con crucero, rematado en su eje central por una cúpula que descansa sobre tambor y pechinas. Destaca la torre campanario cubierta mediante cupulín.
En su construcción podemos distinguir tres períodos: El primero abarcaría desde 1602-c. 1650; el segundo entre 1650 y 1727 en que se derriba dicha Intermedia. Montesinos lo refirió con claridad en su Compendio… (T. XV, f. 274) al decirnos que como era toda de tapias, y de mala construcción, se demolió y echó a tierra, de orden del Obispo Castelblanco. Y un tercer periodo entre 1722 (cuando se reanudan obras en la Diócesis tras la Guerra de Sucesión) y 1737 en que se bendice el actual templo en 1 de septiembre de ese año. En este último se construye todo lo que actualmente vemos en dos períodos: 1722-28 y 1728-37 en el que se levantó la cúpula y la torre campanario bajo la dirección de Lorenzo Chapuli.
Respecto de la primera fecha (c. 1650), entre otros muchos documentos al respecto y solo hasta 1698, tenemos un mandato de 1652 en que se ordena que se haga retablo mayor, y en 1698 Capilla de Comunión, como en efecto se hizo y que fue distinta a la actual. La Intermedia es por tanto una iglesia enclavada en la actual y donde solo se respetaron los enterramientos. Su superficie la desvela el retablo mayor del XVII por su altura y anchura, aproximadamente de 12 m. de altura (contando con los escalones que suben al altar mayor) por 9 de anchura, y su longitud unos 20 m., desde la Capilla de Comunión hasta los actuales púlpitos. Mientras que las medidas de la actual duplican a esta anterior.
La Basílica dispone de cuatro puertas, una principal presidida por la imagen de la Virgen del Socorro, titular de la parroquia, que fue atribuida por algunos historiadores a la mano de Nicolás de Bussi (h. 1652-1706, lo que se ha desmentido), y más que probable obra de su mejor discípulo en tierras alicantinas, el valenciano Juan Bautista Borja, quien regresa a Valencia en 1737, año en que se consagra la actual. En las labores de escultura y talla de la portada principal intervienen, para su segundo cuerpo, como señala la documentación, y sólo para lo que restaba por hacer... excepto el escudo, el tallista Vicente Castell (autor del retablo a Santa Teresa en 1735, bajo diseño de otro) y el escultor Juan Antonio Salvatierra entre 1733 y 1737, sin duda autores de la portada lateral de Santa Teresa, por ser esta una evidente derivación formal de la de San Juan Bautista (dos estilos: dos autores: dos cronologías), y rematando así todo lo que resta por hacer. Esta última y el primer cuerpo de la principal, por sus detalles estilísticos, más que probable obra de Juan Bautista Borja y el también escultorJacinto Perales, oficial del primero y parte fundamental del equipo, junto a Vicente Castell, que acaba en 1728 con las portadas de Santa María de Alicante. Pero Perales sólo actúa una semana (Sáez Vidal, 1985), pudiendo intervenir en Aspe, donde ya había ejecutado, titulado ya como escultor, el retablo de Nª Sª del Rosario en 1725, primero al lado Epístola.
En la fachada lateral a la Epístola hay dos accesos, uno de ellos se corresponde con el crucero destinado a San Juan Bautista, y el otro a la Capilla de la Comunión o Sagrario; y, por último, en la fachada del Evangelio la portada dedicada a Santa Teresa. Cuando accedemos a su interior, nos encontramos una nave con contrafuertes exteriores y de anchura considerable de 11,50 m por 20 de altura y 45 de longitud total del conjunto. La nave está flanqueada por capillas laterales con contrafuertes interiores de 8 m. de altura y 4 de anchura dedicadas a diversas advocaciones, siendo la primera al Evangelio, en su momento, de los duques de Maqueda. El retablo mayor es una monumental obra de Ignacio Castell García (1720- act. en Madrid en 1796), de unos 10 metros de anchura por 18,50 de altura y que ha sido documentado recientemente a su mano por el Cronista Oficial de la Villa. V. en Facebook: #cronistaoficialdeaspe
1. cronistasoficiales

Está presidido por un conjunto escultórico de la Virgen del Socorro de 4 m. de altura (obra del valenciano Vicente Rodilla Zanón), parte de su imaginería data de mediados del siglo XX por los destrozos ocasionados en la Guerra Civil. Además del retablo citado de los duques dedicado a Santa Teresa, obra de Vicente Castell excepto el diseño, y del que sólo ha quedado el ático, desapareció en el asalto a iglesia en agosto de 1936, el primer cuerpo del ya citado del Rosario. Como los también documentados retablos para la capilla del Dulce Nombre de Jesús (que sería de un solo cuerpo por ser destruido totalmente) y finalizado en 1733, obra Juan Antonio Salvatierra y Vicente Castell. También el de la capilla de los Dolores (del que se conserva el ático), con posibilidad de ser obra por su estilística de Jacinto Perales y su hermano Antonio, o también de José Ganga Ripoll casado con Florentina Santacruz, natural de Aspe.
Otra fecha relevante fue el 15 de julio de 2006, cuando el papa Benedicto XVI le concedió el título de Basílica Menor, reconociendo así la importancia e influencia del templo en las celebraciones religiosas, sobre todo en las fiestas patronales en honora la Virgen de las Nieves [1]. 
NOTAS:
Respecto del proceso constructivo del templo véanse estudios de Martínez Cerdán, Cecilio et al.: MARTÍNEZ CERDÁN,C. (2004a): “Nuevas aportaciones a la escultura monumental barroca en Aspe”. Revista La Serranica, n.º 46, pp. 103-109. Aspe. 
—(2004b): “La portada de Santa Teresa: Una derivación formal de la de San Juan Bautista: Obra ejecutada por Juan Antonio Salvatierra y Vicente Castell”. En Estudios sobre la parroquial de Nuestra Señora del Socorro en el IV Centenario de su fundación, pp. 121-152. Aspe.
—(2006a): “Del equipamiento de Nuestra Señora del Socorro durante la segunda mitad del siglo XVII”. Revista La Serranica, n.º 47, pp. 158-166. Aspe. 
—(2006b): “Evolución arquitectónica de la iglesia parroquial de Aspe (1602-1650)”. Revista del Vinalopó, n.º 9, pp. 169-195. Centro de Estudios Locales del Vinalopó. Petrel.
—(2007): “Evolución arquitectónica de la iglesia parroquial de Aspe (1650-1737)”. Revista del Vinalopó, n.º 10, pp. 137-163. Centro de Estudios Locales del Vinalopó. Petrel. 
—(2008): "La Capilla de Comunión, vestigio de la antigua parroquia de Santa María del Socorro: Testigos de un principio y final de ciclo constructivo (1602-1737)". Revista La Serranica, n.º 48, pp. 136-150. Aspe. 
MARTÍNEZ, C., MARTÍNEZ, G. y SALA F. P. (2005): Devociones religiosas y lugares de culto en Aspe en la Época Moderna (Siglos XVII-XVIII). II Premio de Investigación Manuel Cremades 2004. Ayto. de Aspe.

## Sacerdotes
| Nombre                                | Cargo          | Periodo     |
| ------------------------------------- | -------------- | ----------- |
| Filiberto Aguirre Calero +            | Párroco        | 1927 - 1936 |
| Domingo Juan Almodóvar +              | Coadjutor      | 1980 - 1990 |
| Fernando Navarro Cremades             | Párroco Rector | 1996 - 2020 |
| Juan Jesús Sánchez Baraza             | Vicario        | 2007 - 2008 |
| Manuel Abad Cerdán +                  | Coadjutor      | 2008 - 2019 |
| Francisco Javier Colomina Campos      | Vicario        | 2008 - 2012 |
| Antonio Hurtado de Mendoza y Suárez + | Coadjutor      | 2010 - 2012 |
| Santiago Estradera Gómez              | Vicario        | 2012 - 2016 |
| José Manuel Bascuñana Burgos          | Vicario        | 2016 - 2023 |
| Juan Antonio Córdoba Iñesta           | Coadjutor      | 2019 -      |
| D. Carlos Mendiola Martínez           | Párroco Rector | 2020 -      |